# 蓬莱阁街道
蓬莱阁街道，是中华人民共和国山東省烟台市蓬莱区下辖的一个乡镇级行政单位。

## 行政区划
蓬莱阁街道下辖以下地区：
抹直口社区、水城社区、小皂社区、西庄社区、邹于社区和林格庄社区。